# Cantiere navale di Ancona
 (mai 2025).
La mise en forme du texte ne suit pas les recommandations de Wikipédia : il faut le « wikifier ».
Les points d'amélioration suivants sont les cas les plus fréquents. Le détail des points à revoir est peut-être précisé sur la page de discussion.
- Les titres sont pré-formatés par le logiciel. Ils ne sont ni en capitales, ni en gras.
- Le texte ne doit pas être écrit en capitales (les noms de famille non plus), ni en gras, ni en italique, ni en « petit »…
- Le gras n'est utilisé que pour surligner le titre de l'article dans l'introduction, une seule fois.
- L'italique est rarement utilisé : mots en langue étrangère, titres d'œuvres, noms de bateaux, etc.
- Les citations ne sont pas en italique mais en corps de texte normal. Elles sont entourées par des guillemets français : « et ».
- Les listes à puces sont à éviter, des paragraphes rédigés étant largement préférés. Les tableaux sont à réserver à la présentation de données structurées (résultats, etc.).
- Les appels de note de bas de page (petits chiffres en exposant, introduits par l'outil «  Source ») sont à placer entre la fin de phrase et le point final[comme ça].
- Les liens internes (vers d'autres articles de Wikipédia) sont à choisir avec parcimonie. Créez des liens vers des articles approfondissant le sujet. Les termes génériques sans rapport avec le sujet sont à éviter, ainsi que les répétitions de liens vers un même terme.
- Les liens externes sont à placer uniquement dans une section « Liens externes », à la fin de l'article. Ces liens sont à choisir avec parcimonie suivant les règles définies. Si un lien sert de source à l'article, son insertion dans le texte est à faire par les notes de bas de page.
- La présentation des références doit suivre les conventions bibliographiques. Il est recommandé d'utiliser les modèles {{Ouvrage}}, {{Chapitre}}, {{Article}}, {{Lien web}} et/ou {{Bibliographie}}. Le mode d'édition visuel peut mettre en forme automatiquement les références.
- Insérer une infobox (cadre d'informations à droite) n'est pas obligatoire pour parachever la mise en page.

Pour une aide détaillée, merci de consulter Aide:Wikification.
Si vous pensez que ces points ont été résolus, vous pouvez retirer ce bandeau et améliorer la mise en forme d'un autre article.
Le Cantiere navale di Ancona (chantier naval d'Ancône), dont les origines se perdent dans les siècles passés, est une importante installation de construction et de réparation navale de la ville qui, avec les installations de CRN S.p.A. du groupe Ferretti, fait d'Ancône un centre important de la construction navale italienne.

## Les origines

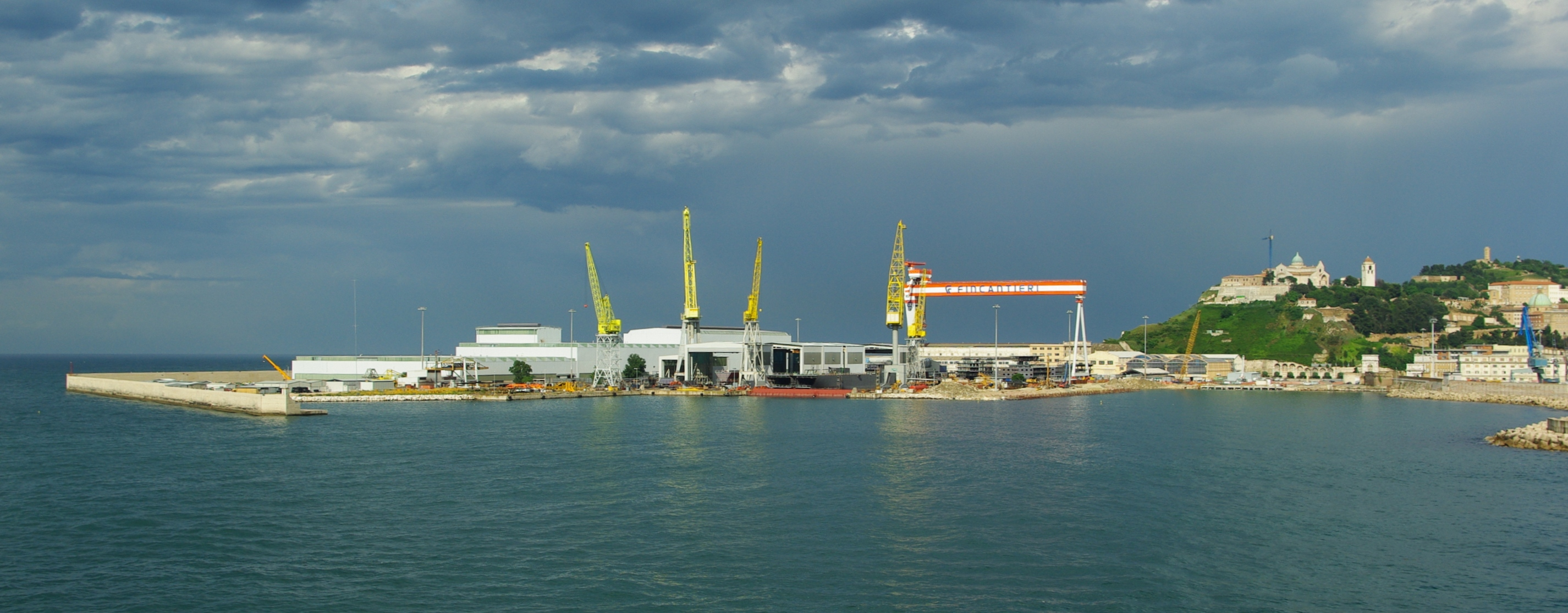
Cantiere navale di Ancona (Chantier naval d'Ancône)

Des navires ont été construits dans la ville d'Ancône à partir de l'époque de l'empereur Trajan et ensuite, après l'interruption du début du Moyen Âge, la construction s'est poursuivie pendant toute la période de la République maritime d'Ancône.
La valeur de l'arsenal dorique est démontrée par le fait que lorsque le pape Urbain V, qui vivait alors en Avignon, décida de rentrer en Italie en 1367 et prit le 30 avril la route de Marseille, il trouva 23 galères envoyées par la reine Jeanne de Naples, les Vénitiens, les Génois, les Pisans et les habitants d'Ancône pour l'escorter jusqu'à Rome. Parmi les nombreux navires des villes maritimes qui étaient allés à sa rencontre, le pape choisit d'embarquer sur la galère d'Ancône et c'est à bord de celle-ci qu'il entreprit son voyage, débarquant le 3 juin, avec toute sa suite (seuls trois cardinaux français refusèrent de l'accompagner), à Corneto, sur la côte du Latium, accueilli par le cardinal Albornoz[1], par tous les Grands des États pontificaux et par une multitude de personnes exultant, qui dormaient depuis des jours sur la plage pour ne pas manquer l'événement historique.
Le chroniqueur d'Ancône, Oddo di Biagio, raconte en 1367:
"Et pour sa venue, il a été fait à Ancône, sur ordre dudit légat (le cardinal Egidio Albornoz - Ed.), une grande galère d'une longueur et d'une grandeur jamais vues auparavant. Avec des cellules et des salles de représentation ordonnées, sous le pont, comme s'il s'agissait de palais éventés : Et une armée de matelots et rameurs d'Ancône. Une fois la galère approvisionnée et armée, la municipalité d'Ancône élit des citoyens comme ambassadeurs auprès du dit Pape Urbain V, qui devait venir. Les noms de ceux-ci sont les suivants : le noble chevalier Meser NICOLO' DA LA SCALA, qui fut élu capitaine de la galère, et les nobles FRANCESCO DE FACCIOLO DE RANALDO, LEONARDO DE MARCELLINO et PENZARELLO DE GUIDONE DE BONOVALDI. Ils furent aussi choisis comme conseillers dudit capitaine - et ayant préparé ladite galère avec toutes les choses nécessaires, elle quitta ledit port d'Ancône pour se rendre à Marsilia avec cinq galères génoises, et beaucoup d'autres des Vénitiens, six galères de la reine des Pouilles. Quatre galères des Florentins. Deux galères du Magno Tempio de Rhodo. Et una galère de Meser Gomitio Spagnolo Vicario per la Chiesa Romana de la Cità de Foligni....".
Le 5 septembre 1370, le pape Urbain V, dans le même port de Corneto où il avait débarqué trois ans plus tôt, s'embarque à nouveau sur la galère d'Ancône, escorté par les navires envoyés par les rois de France et d'Aragon, la reine de Naples et Pise. Le 16 du même mois, il débarque à Marseille, et le 24, il fait son entrée solennelle à Avignon. Mais à peine deux mois plus tard, il tombe gravement malade et meurt le 19 décembre de la même année.
En 1377, une autre galère, commandée par Nicolò di Bartolomeo Torriglioni, originaire d'Ancône, a également reçu une préférence honorable lorsque le pape Grégoire XI a finalement ramené la cour papale de France en Italie.

## L'ère moderne
Le chantier naval moderne a été fondé en 1843, lorsque la ville d'Ancône faisait partie des États pontificaux. À la suite d'un plébiscite tenu en novembre 1860, la ville, ainsi que le reste des Marches et de l'Ombrie, fait partie du royaume d'Italie, qui est formé le 17 mars 1861, et assume un rôle militaire important dans la structure défensive du jeune royaume : elle est l'une des cinq places fortes de première classe, avec Turin, La Spezia, Tarente et Bologne. À cette époque, les chantiers navals de Doric ont connu un moment de grand développement, la ville étant la principale base navale de l'Adriatique, puisque Venise et Trieste faisaient encore partie de l'Empire autrichien.
En 1866, à la suite de la troisième guerre d'indépendance, la Vénétie fait partie du royaume d'Italie et une grande partie des activités de construction navale est transférée à l'arsenal de Venise, situé dans une position plus stratégique qu'Ancône, dont les chantiers navals entament une période de déclin.

## De Officine e Cantieri Liguri-Anconetani à Cantieri Navali Riuniti
En 1897, Rodolfo Hofer, l'un des membres du conseil d'administration de la société Navigation générale italienne (Navigazione Generale Italiana), une compagnie maritime qui gagne du terrain à la fin du siècle, acquiert le chantier naval de Muggiano (cantiere navale del Muggiano), fermé en 1893, et crée la "Società Anonima Cantiere Navale Del Muggiano" qui, en 1899, en acquérant le chantier naval d'Ancône, donne naissance aux Officine e Cantieri Liguri-Anconetani.
Le 21 janvier 1906 est fondée la société Cantieri Navali Riuniti, premier grand groupement dans le secteur de la construction navale en Italie, regroupant les chantiers navals de Palerme, Muggiano et Ancône.
Le 24 mai 1915, jour de l'entrée de l'Italie dans la Première Guerre mondiale, la ville d'Ancône a été bombardée par les cuirassés de la marine des Habsbourg (k.u.k. Kriegsmarine); ironiquement, certains de ces cuirassés ont été acquis par l'Italie à la fin de la guerre à titre de réparations de guerre et démolis dans le chantier naval d'Ancône. Une grande partie du métal de ces navires a ensuite été utilisée pour construire la structure porteuse du Mercato delle Erbe (marché des herbes) de la ville en 1926. Le bombardement autrichien a détruit trois entrepôts, le bureau maritime, un dépôt de gaz et un réservoir d'eau.
Pendant les vingt années du fascisme, la ville d'Ancône a connu un développement urbain et économique considérable. Les chantiers navals, qui font désormais partie du groupe Piaggio, ont également connu un essor considérable, garanti par les commandes militaires de construction de divers navires pour la Regia Marina, notamment les destroyers Grecale et Maestrale appartenant à la classe Maestrale, plusieurs destroyers de la classe Soldati et Navigatori, ainsi que les croiseurs légers Pompeo Magno et Ottaviano Augusto de la classe Capitani Romani, dont seul le premier est entré en service, tandis que le second était encore en construction le 8 septembre 1943 lors de la déclaration de l'armistice (armistice de Cassibile).
Pendant la Seconde Guerre mondiale, après l'armistice, Ancône est occupée par les troupes allemandes et, en raison de l'importance stratégique de son port, elle subit de nombreux bombardements de la part des forces alliées, qui doivent se préparer à la traversée du front. En particulier, le 1er novembre 1943, deux mille cinq cents personnes ont perdu la vie en quelques minutes lors d'un bombardement. À cette occasion, le Ottaviano Augusto en construction (qui avait été réquisitionné par les occupants allemands) est coulé. Après la guerre, le Pompeo Magno, qui a survécu au conflit, sera reconstruit comme chef de flottille dans les Cantieri del Tirreno à Gênes et rebaptisé San Giorgio avec l'insigne optique D 562. Il a été en service dans la Marina Militare (marine italienne) jusqu'en 1980.
L'occupation allemande prend fin le 18 juillet 1944, lorsque les troupes de la 2e armée polonaise du général Władysław Anders, précédées d'éclaireurs de la milice partisane locale et du Corps de libération italien (Corpo Italiano di Liberazione) entrent dans la ville
Après la guerre, les chantiers navals et le port gravement endommagés pendant le conflit ont été reconstruits.

## Fincantieri

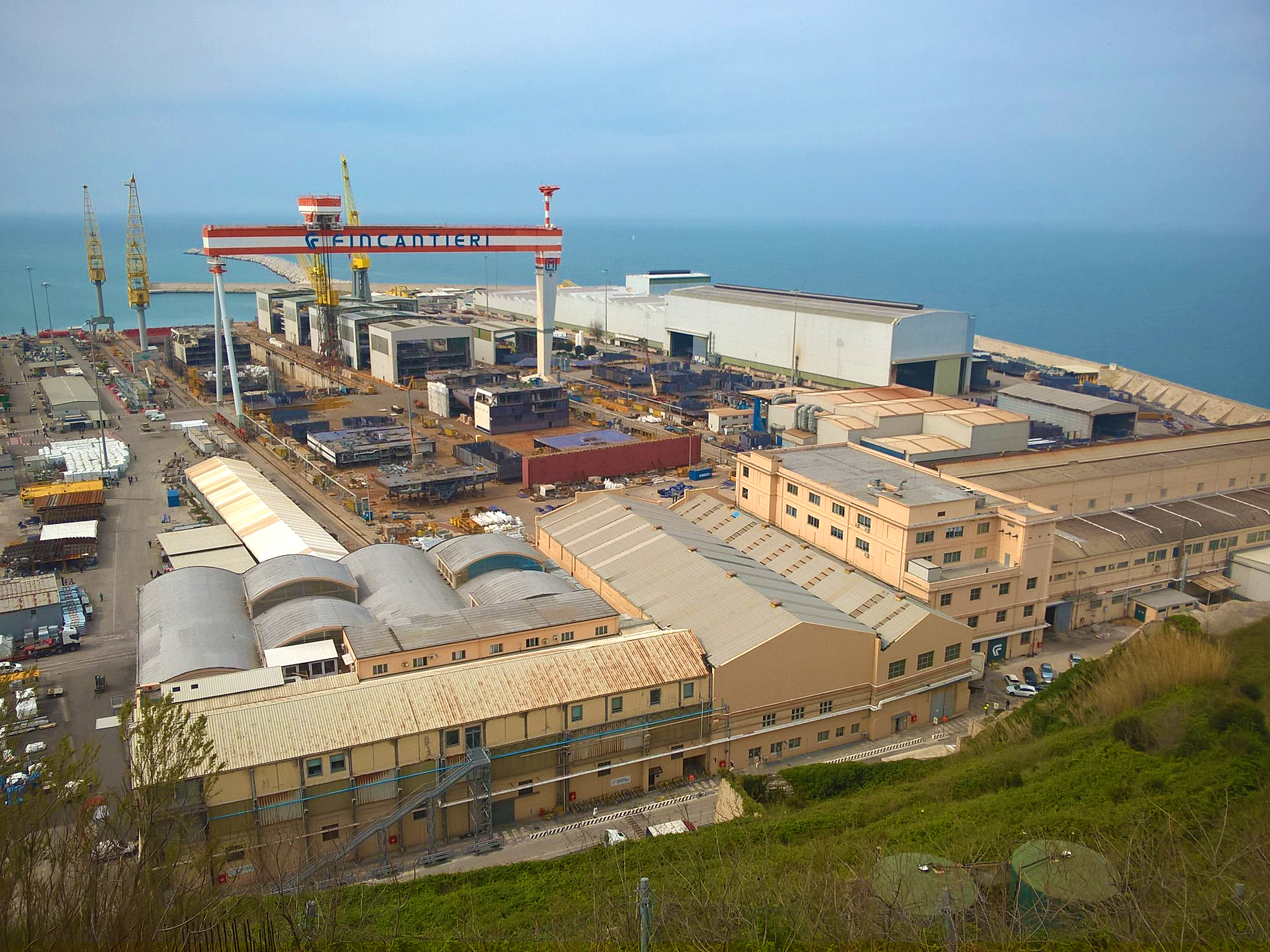
Vue du chantier naval d'Ancône depuis le Belvédère surplombant la cathédrale San Ciriaco sur la colline Guasco.

En 1966, dans le cadre des mesures prises au milieu des années 60 pour réorganiser la construction navale publique, le groupe Piaggio, profitant des avantages fiscaux pour les fusions industrielles prévus par la loi n°170/1965, a créé une nouvelle société par actions, Cantieri Navali del Tirreno e Riuniti, en fusionnant Cantieri Navali Riuniti avec ses usines de Palerme et d'Ancône et Cantieri del Tirreno avec son usine de Gênes Le Grazie.
En 1973, à la suite de la crise qui a frappé les chantiers navals Piaggio à la fin des années 1960, la société Cantieri Navali del Tirreno e Riuniti a été absorbée par l'Institut de reconstruction industrielle (Istituto per la Ricostruzione Industriale ou IRI) et, en 1984, par Fincantieri, qui est devenue une société financière de construction navale et s'est transformée en société opérationnelle, prenant le nom de Fincantieri - Cantieri Navali Italiani S.p.A., et contrôlant le secteur.

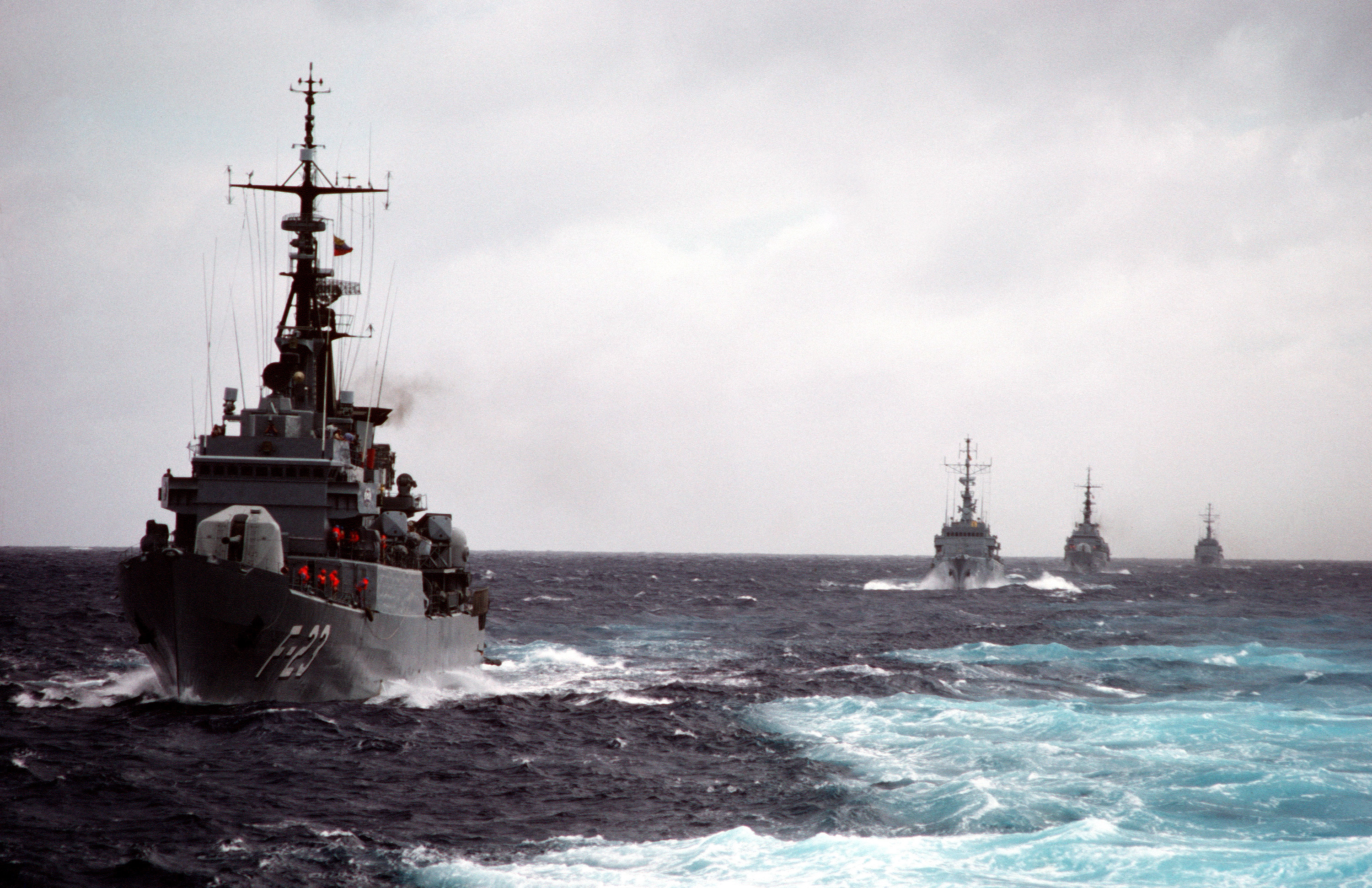
Vue de l'avant bâbord de la corvette vénézuélienne GENERAL URDANETA (F 23) faisant route pendant l'opération UNITAS XXV. A l'arrière-plan, deux frégates colombiennes séparées par une deuxième corvette vénézuélienne.

Entre la fin des années 1970 et la première moitié des années 1980, les frégates de classe Lupo: General Urdaneta et General Salóm, construites pour la marine vénézuélienne, et trois des quatre frégates du même type commandées par l'Irak, constituent des réalisations importantes. Cependant, ils ne sont jamais entrés en service pour le client initial en raison de l'embargo, d'abord dû à la guerre Iran-Irak puis à la première guerre du Golfe, et ont fini par être achetés par la Marina Militare en 1994, où ils sont en service déployé et officiellement classés comme patrouilleurs d'escadron et constituent la Classe Artigliere.
Le 11 septembre 2011, la messe de clôture du XXVe Congrès eucharistique national a eu lieu dans la zone du chantier naval, célébrée par le pape Benoît XVI. En raison de la crise grave, le chantier naval était déjà en panne de commandes depuis plusieurs mois et la plupart des travailleurs ont été licenciés (Cassa integrazione guadagni)

## Navires
Liste des principaux navires construits au chantier:

## Note
1. ↑  Oddo di Biagio est envoyé en tant qu'ambassadeur de la République d'Ancône auprès de Viterbo et de Montefiascone, ou pape Urbain V était venu de Avignon. Cfr. "Istoria d'Ancona capitale della marca anconitana par l'Abbé Leoni", Tip. Baluffi, Ancône, 1812, vol. 3, pag.304: Monté sur la Galera d'Ancône, le Pape arriva en Italie en 1367 : la municipalité d'Ancône envoya à Viterbe, pour s'occuper des affaires de la ville, le docteur Oddo di Biagio degli Agli, déjà cité, qui, érudit et de grand esprit, fut bien accueilli par le Saint-Père, et s'acquitta avec éloges de l'honorable tâche..., lisible dans books.google.it, et l'entrée "Oddo di Biagio" de Francesca Viola, dans Dizionario Biografico degli Italiani - Volume 79 (2013)
2. ↑  cfr. Oddo di Biagio, "Atti consiliari del Comune di Ancona del 1378-91", dans les Archives d'État d'Ancône, texte rapporté dans "Istoria d'Ancona capitale della marca anconitana dell'abate Leoni"., Tip. Baluffi, Ancona, 1812, vol. 3, pagg.303-304, lisible dans books.google.it.
3. ↑  cfr. "Istoria d'Ancona capitale della marca anconitana dell'abate Leoni", Tip. Baluffi, Ancône, 1812, vol. 3, pag.305: Urbain V. alors ... bien qu'ayant l'intention de retourner définitivement à Rome, naviguant comme il le fit de Corneto à Marseille, escorté par une somptueuse troupe de galères envoyées par le roi de France, Avignon, la reine Jeanne, etc. le 5 septembre 1370, la galère d'Ancône retourna aux délices d'Avignon. Mais il ne put en profiter beaucoup, alors qu'après son retour à Avignon, il s'éteignit en décembre de la même année et c'est alors qu'il dut pleurer sur sa faiblesse à céder à la pression des cardinaux gaulois, lisible dans books.google.it
4. ↑  R. Muti, "Storia popolare di un borgo di periferia", Circolo Operaio "P. Ranieri", Ancône 1984; AA.VV. "I luoghi della memoria", Il lavoro editoriale, Ancône 2007.
5. ↑  Papa, messa in Fincantieri:«Superare il precariato»., Il Secolo XIX, 11 septembre 2011. URL consulté le 20 septembre 2011.

## Source
- (it) Cet article est partiellement ou en totalité issu de l’article de Wikipédia en italien intitulé « Cantiere navale di Ancona » (voir la liste des auteurs).